# Milica Nikolić
Milica Nikolić, född 7 november 1994, är en serbisk judoutövare.
Nikolić tävlade för Serbien vid olympiska sommarspelen 2020 i Tokyo. Hon besegrade Shirine Boukli i den första omgången i extra lättvikt, men blev därefter utslagen i den andra omgången av Darja Bilodid.